# طائرة صاروخية

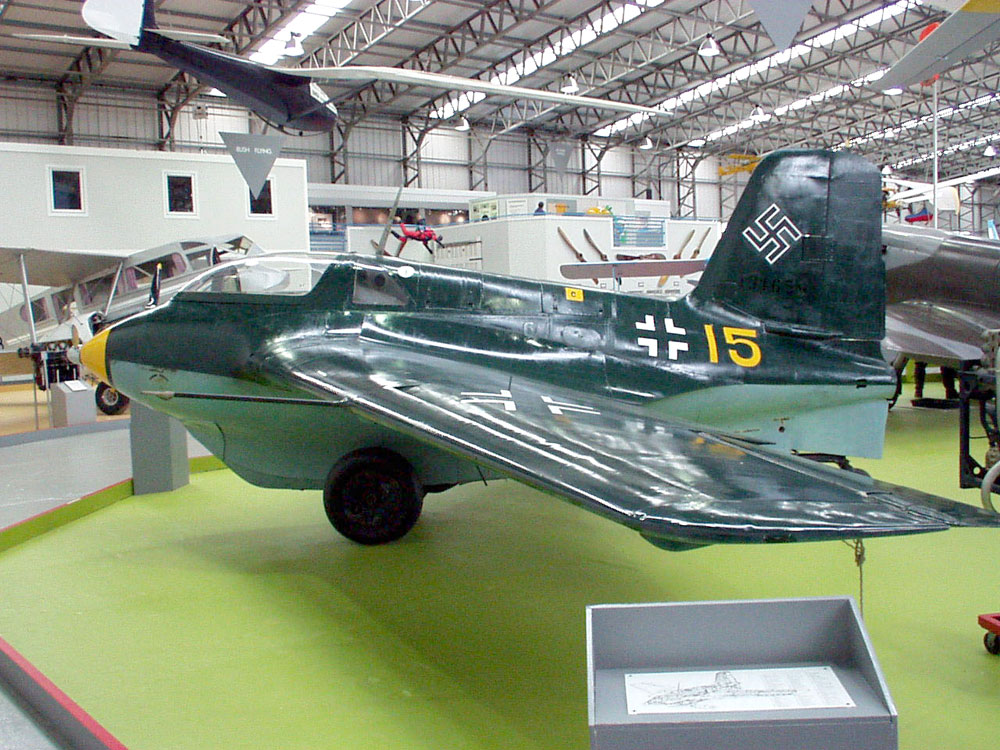
مسرشميت مي 163

الطائرة التي تعمل بالقوة الصاروخية أو الطائرة الصاروخية هي طائرة تستخدم محرك دفع صاروخي، بالإضافة إلى محركات نفاثة في بعض الأحيان. يمكن أن تحقق الطائرات الصاروخية سرعات أعلى بكثير من الطائرات النفاثة ذات الحجم المماثل، ولكن في العادة لبضع دقائق على الأقل من التشغيل بالطاقة. من دون الحاجة إلى الأكسجين من الغلاف الجوي، فهي مناسبة للطيران على ارتفاعات عالية جدًا. كما أنها قادرة على تقديم تسارع أعلى بكثير وإقلاع أقصر.
صواريخ استخدمت ببساطة لمساعدة الدفع الرئيسي في شكل إقلاع معزز بالوقود النفاث (جاتو) المعروف أيضا باسم الصاروخ بمساعدة الإقلاع (راتو أو RATOG). ليست كل الطائرات الصاروخية تملك الإقلاع التقليدي مثل الطائرات «العادية». تم إطلاق بعض الأنواع من الجو من طائرة أخرى، في حين انطلقت أنواع أخرى عموديًا - الأنف في الهواء والذيل إلى الأرض («جليسات الذيل»).
بسبب الاستخدام الثقيل للوقود والصعوبات العملية المختلفة للصواريخ العاملة، تم بناء غالبية الطائرات الصاروخية للاستخدام التجريبي، كمقاتلات اعتراضية وطائرات فضائية.

## التاريخ
كانت ألمانيا رائدة الطائرات التي تعمل بالقوة الصاروخية. كانت أول طائرة تطير بالقوة الصاروخية هي ليبيش إنت ‏، في عام 1928. كانت ليبيش إنت ‏ قد تم نقله مسبقًا كطائرة شراعية. في العام التالي، في عام 1929، أصبحت أوبل راك.1 أول طائرة صاروخية مصممة خصيصًا للطيران.

### الحرب العالمية الثانية
كانت هينكل هي 176 أول طائرة في العالم يتم دفعها فقط بواسطة محرك صاروخي يعمل بالوقود السائل، حيث قامت بأول رحلة لها في 20 يونيو 1939. [بحاجة لرقم الصفحة]
كانت أول طائرة صاروخية يتم إنتاجها بكميات كبيرة على الإطلاق هي { في عام 1944، وهي واحدة من عدة محاولات ألمانية في الحرب العالمية الثانية لعمل طائرات تعمل بالصواريخ. حلقت طائرة باكيم با 349 «ناتر» صواريخ اعتراضية مأهولة بإقلاع وهبوط عمودي بنموذج أولي. تشمل المشاريع التي لم تصل أبدًا إلى مرحلة النموذج الأولي زيبلين رامر وفليجن دي بانزا فاوست وفوك-وولف فولكس ياغر. هذا هو النوع الوحيد من المقاتلات التي تعمل بالصواريخ لرؤية القتال في التاريخ، وواحد من نوعين فقط من الطائرات التي تعمل بالصواريخ والتي تشهد أي قتال.
أنتج اليابانيون أيضًا ما يقرب من 850 يوكوسوكا MXY-7 أوكا وهي طائرة هجومية انتحارية تعمل بالطاقة الصاروخية في الحرب العالمية الثانية. تم استخدام بعضها في معركة أوكيناوا.